# (400431) 2008 CL204
(400431) 2008 CL204 es un asteroide perteneciente al cinturón de asteroides, región del sistema solar que se encuentra entre las órbitas de Marte y Júpiter, descubierto el 7 de febrero de 2008 por el equipo del Mount Lemmon Survey desde el Observatorio del Monte Lemmon, Arizona, Estados Unidos.

## Designación y nombre
Designado provisionalmente como 2008 CL204. 

## Características orbitales
2008 CL204 está situado a una distancia media del Sol de 3,094 ua, pudiendo alejarse hasta 3,510 ua y acercarse hasta 2,679 ua. Su excentricidad es 0,134 y la inclinación orbital 12,76 grados. Emplea 1988,62 días en completar una órbita alrededor del Sol.

## Características físicas
La magnitud absoluta de 2008 CL204 es 16,1. 